# Telluur-107
Telluur-107 of 107Te is een onstabiele radioactieve isotoop van telluur, een metalloïde. De isotoop komt van nature niet op Aarde voor. Het is een van de lichtste isotopen van het element.
Telluur-107 ontstaat onder meer bij het radioactief verval van jodium-108 en xenon-111.

## Radioactief verval
Telluur-107 bezit een zeer korte halveringstijd: ongeveer 3 milliseconden. Het grootste gedeelte (70%) vervalt door uitzending van alfastraling naar de radio-isotoop tin-103:
{\displaystyle {\ce {{^{107}_{52}Te}->{^{103}_{50}Sn}+\,_{2}^{4}\alpha }}}
De vervalenergie hiervan bedraagt 4,008 27 MeV. Telluur is daarmee het lichtste element waarbij alfaverval wordt vastgesteld. Lichtere element kunnen ook dit type radioactief verval ondergaan, maar dit is eerder uitzonderlijk.
De overige 30% vervalt door β+-verval tot de radio-isotoop antimoon-107:
{\displaystyle {\ce {{^{107}_{52}Te}->{^{107}_{51}Sb}+{e^{+}}+{\nu }_{e}}}}
De vervalenergie bedraagt 9,091 MeV.
105Te · 106Te · 107Te · 108Te · 109Te · 110Te · 111Te · 112Te · 113Te · 114Te · 115Te · 115m1Te · 115m2Te · 116Te · 117Te · 117mTe · 118Te · 119Te · 119mTe · 120Te · 121Te · 121mTe · 122Te · 123Te · 123mTe · 124Te · 125Te · 125mTe · 126Te · 127Te · 127mTe · 128Te · 128mTe · 129Te · 129mTe · 130Te · 130m1Te · 130m2Te · 130m3Te · 131Te · 131mTe · 132Te · 133Te · 133mTe · 134Te · 134mTe · 135Te · 135mTe · 136Te · 137Te · 138Te · 139Te · 140Te · 141Te · 142Te · 143Te